# ميخائيل ماركوس (تاجر مالي)
ميخائيل ماركوس (بالإنجليزية: Michael Marcus)‏ هو تاجر مالي ‏ أمريكي، ولد في 1956.